# جون ووماك
جون ووماك (بالإنجليزية: John Womack)‏ هو مؤرخ وأستاذ جامعي أمريكي، ولد في 14 أغسطس 1937 في نورمان في الولايات المتحدة.